# Lima Challenger 2024 - Doppio
Il doppio del torneo di tennis professionistico Lima Challenger 2024, facente parte della categoria Challenger 50 nell'ambito dell'ATP Challenger Tour 2024, si è giocato dal 10 al 16 giugno a Lima, in Perù. Tra le coppie partecipanti erano assenti Mateus Alves e Eduardo Ribeiro, i detentori del titolo.
In finale Hady Habib e Trey Hilderbrand hanno sconfitto Pedro Boscardin Dias e Pedro Sakamoto con il punteggio di 7–5, 6–3.

## Teste di serie
1. Luís Britto /  Gonzalo Villanueva (semifinale)
2. Emile Hudd /  David Stevenson (primo turno)

1. Seita Watanabe /  Takeru Yuzuki (quarti di finale)
2. Pedro Boscardin Dias /  Pedro Sakamoto (finale)

## Wildcard
1. Emilio Gómez /  Luis José Nakamine (quarti di finale)

1. Milledge Cossu /  Sebastián Rodríguez (primo turno)

## Alternate
1. Igor Gimenez /  João Lucas Reis da Silva (primo turno)

## Tabellone

### Legenda
| - Q = Qualificato - WC = Wild card - LL = Lucky loser | - ALT = Alternate - SE = Special Exempt - PR = Protected Ranking | - w/o = Walkover - r = Ritirato - d = Squalificato |

|  | Primo turno | Primo turno                           | Primo turno                           | Primo turno | Primo turno |  |  | Quarti di finale | Quarti di finale                   | Quarti di finale                   | Quarti di finale            | Quarti di finale            |   |   | Semifinali | Semifinali                          | Semifinali                          | Semifinali                  | Semifinali                  |   |   | Finale | Finale | Finale | Finale | Finale |  |
|  |             |                                       |                                       |             |             |  |  |                  |                                    |                                    |                             |                             |   |   |            |                                     |                                     |                             |                             |   |   |        |        |        |        |        |  |
|  | 1           | L Britto G Villanueva                 | 6                                     | 5           | [10]        |  |  |                  |                                    |                                    |                             |                             |   |   |            |                                     |                                     |                             |                             |   |   |        |        |        |        |        |  |
|  |             | G Bueno JC Prado Ángelo               | 4                                     | 7           | [7]         |  |  | 1                | L Britto G Villanueva              | L Britto G Villanueva              | 6                           | 6                           |   |   |            |                                     |                                     |                             |                             |   |   |        |        |        |        |        |  |
|  | Alt         | I Gimenez JL Reis da Silva            | I Gimenez JL Reis da Silva            | 3           | 2           |  |  |                  | L Aboian V Aboian                  | L Aboian V Aboian                  | 2                           | 1                           |   |   |            |                                     |                                     |                             |                             |   |   |        |        |        |        |        |  |
|  |             | L Aboian V Aboian                     | L Aboian V Aboian                     | 6           | 6           |  |  |                  |                                    |                                    |                             |                             |   |   | 1          | L Britto G Villanueva               | L Britto G Villanueva               | 3                           | 3                           |   |   |        |        |        |        |        |  |
|  | 4           | P Boscardin Dias P Sakamoto           | P Boscardin Dias P Sakamoto           | 6           | 6           |  |  |                  |                                    | 4                                  | P Boscardin Dias P Sakamoto | P Boscardin Dias P Sakamoto | 6 | 6 |            |                                     |                                     |                             |                             |   |   |        |        |        |        |        |  |
|  |             | C Huertas del Pino AL Lingua Lavallén | C Huertas del Pino AL Lingua Lavallén | 2           | 3           |  |  | 4                | P Boscardin Dias P Sakamoto        | P Boscardin Dias P Sakamoto        | 6                           | 6                           |   |   |            |                                     |                                     |                             |                             |   |   |        |        |        |        |        |  |
|  | WC          | E Gómez LJ Nakamine                   | E Gómez LJ Nakamine                   | 6           | 6           |  |  | WC               | E Gómez LJ Nakamine                | E Gómez LJ Nakamine                | 4                           | 4                           |   |   |            |                                     |                                     |                             |                             |   |   |        |        |        |        |        |  |
|  | WC          | M Cossu S Rodríguez                   | M Cossu S Rodríguez                   | 3           | 3           |  |  |                  |                                    |                                    |                             |                             |   |   | 4          | Pedro Boscardin Dias Pedro Sakamoto | Pedro Boscardin Dias Pedro Sakamoto | 5                           | 3                           |   |   |        |        |        |        |        |  |
|  |             | M Pucinelli de Almeida N Zanellato    | M Pucinelli de Almeida N Zanellato    | 7           | 7           |  |  |                  |                                    |                                    |                             |                             |   |   |            |                                     |                                     | Hady Habib Trey Hilderbrand | Hady Habib Trey Hilderbrand | 7 | 6 |        |        |        |        |        |  |
|  |             | R Cid Subervi R Stepanov              | R Cid Subervi R Stepanov              | 65          | 5           |  |  |                  | M Pucinelli de Almeida N Zanellato | M Pucinelli de Almeida N Zanellato | 79                          | 6                           |   |   |            |                                     |                                     |                             |                             |   |   |        |        |        |        |        |  |
|  |             | T Farjat Á Guillén Meza               | T Farjat Á Guillén Meza               | 5           | 2           |  |  | 3                | S Watanabe T Yuzuki                | S Watanabe T Yuzuki                | 67                          | 4                           |   |   |            |                                     |                                     |                             |                             |   |   |        |        |        |        |        |  |
|  | 3           | S Watanabe T Yuzuki                   | S Watanabe T Yuzuki                   | 7           | 6           |  |  |                  |                                    |                                    |                             |                             |   |   |            | M Pucinelli de Almeida N Zanellato  | M Pucinelli de Almeida N Zanellato  | 4                           | 3                           |   |   |        |        |        |        |        |  |
|  |             | G Johns N Schachter                   | G Johns N Schachter                   | 6           | 6           |  |  |                  |                                    |                                    | H Habib T Hilderbrand       | H Habib T Hilderbrand       | 6 | 6 |            |                                     |                                     |                             |                             |   |   |        |        |        |        |        |  |
|  |             | I Carou F Mena                        | I Carou F Mena                        | 2           | 4           |  |  |                  | G Johns N Schachter                | 4                                  | 6                           | [4]                         |   |   |            |                                     |                                     |                             |                             |   |   |        |        |        |        |        |  |
|  |             | H Habib T Hilderbrand                 | H Habib T Hilderbrand                 | 6           | 6           |  |  |                  | H Habib T Hilderbrand              | 6                                  | 2                           | [10]                        |   |   |            |                                     |                                     |                             |                             |   |   |        |        |        |        |        |  |
|  | 2           | E Hudd D Stevenson                    | E Hudd D Stevenson                    | 3           | 3           |  |  |                  |                                    |                                    |                             |                             |   |   |            |                                     |                                     |                             |                             |   |   |        |        |        |        |        |  |